# Jan-Eric Warren
Jan Erik (Jan-Eric) Warren, född den 17 september 1945 i Stora Kopparbergs församling i Kopparbergs län, är en svensk militär.

## Biografi
Warren avlade studentexamen i Falun 1965. Han avlade officersexamen vid Krigsflygskolan 1968 och utnämndes samma år till fänrik i Intendenturkåren, varpå han tjänstgjorde vid Bråvalla flygflottilj 1968–1970. Han befordrades till löjtnant 1970, var intendent vid Östgöta flygflottilj 1970–1974, befordrades till kapten 1972 samt gick Allmänna kursen och Högre kursen vid Militärhögskolan 1973–1976.  Åren 1976–1980 var han lärare vid Försvarets förvaltningsskola, befordrad till major 1979, varpå han 1980–1981 tjänstgjorde vid FN:s högkvarter på Cypern. Han tjänstgjorde vid Försvarsstaben 1981–1986 och befordrades till överstelöjtnant i Försvarets intendentkår 1984. Åren 1986–1988 var han chef för Kvartermästaravdelningen i Försvarsstaben, under vilken tid han utnämndes till överstelöjtnant med särskild tjänsteställning 1987. Han var 1988–1991 chef för Förplägnadsavdelningen i Huvudavdelningen för gemensamma fackfrågor med mera vid Försvarets materielverk i Karlstad, gick Huvudkursen vid Försvarshögskolan 1989 och befordrades till överste 1989. År 1991 befordrades han till överste av första graden, varpå han var chef för Försvarets förvaltningshögskola 1991–1994. Åren 1994–2003 tjänstgjorde Warren vid Högkvarteret: som chef för Controlleravdelningen i Planeringsstaben 1994–1997, till förfogande vid Personalavdelningen 1997–1998 och som ställföreträdande chef för Personalstaben 1999–2003, befordrad till brigadgeneral 2000.
Han var adjutant hos Hans Majestät Konungen 1986–1992 och överadjutant 1992–2003. Han var vice ceremonimästare vid Kungliga Hovstaterna 2002–2010 och ceremonimästare 2010–2015.[källa behövs] Warren erhöll 2010 uppgiften att vara studiehandledare för prins Daniel under dennes introduktionsprogram med anledning av hans giftermål med kronprinsessan Victoria samma år. Introduktionsprogrammet omfattade bland annat hovets verksamhet och ceremonier, monarkins historia och kulturarv samt svensk statsvetenskap och historia. Han erhöll 1991 Hans Majestät Konungens medalj i 8:e storleken i Serafimerordens band och 2013 samma medalj i 12:e storleken i Serafimerordens band.
Jan-Eric Warren invaldes 1989 som ledamot av Kungliga Krigsvetenskapsakademien.

## Utmärkelser
- 2:a klass av Örnkorsets orden, 12 januari 2011.[14]